# Alcalá la Real
Alcalá la Real és un municipi de la província de Jaén (Espanya), situat a 71 km de la capital provincial, Jaén, i a 53 km de la ciutat de Granada. La seva població és de 22.129 habitants (2006, INE).
El terme municipal, pertanyent a la comarca de la Sierra Sur de Jaén, se situa a l'extrem sud-oest de la província, limitant amb les províncies de Granada i Còrdova, i amb una superfície de 262,9 km².

## Cultura

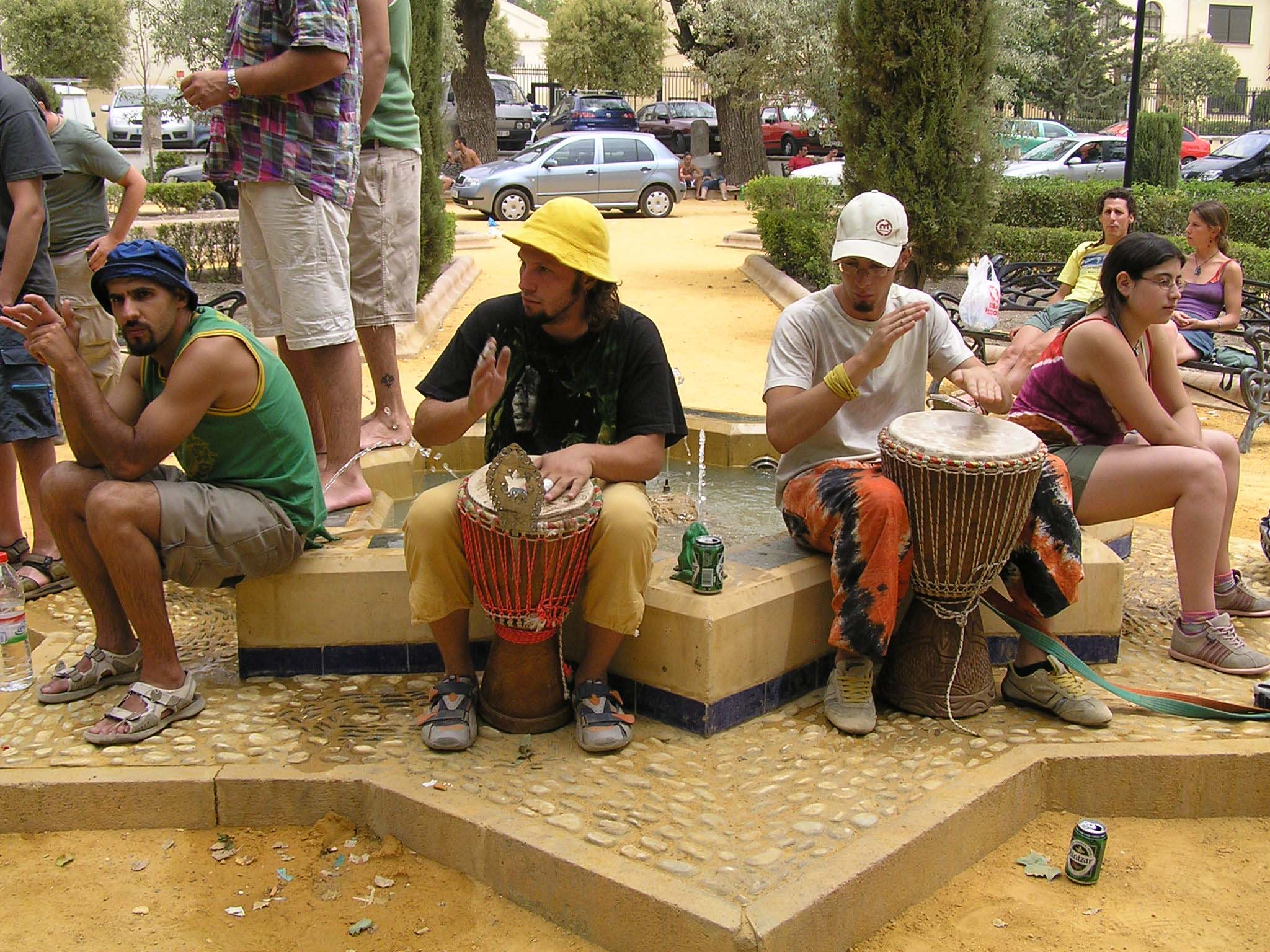
Visitantes tocando timbales durante la X edición de Etnosur, julio de 2006.

Fou el lloc de naixement del músic Pep Ventura i de l'escultor Juan Martínez Montañés, i al llarg de la història grans personatges de l'escultura i la pintura passaren per la ciutat, com és el cas de Pablo de Rojas, i, segons diverses fonts, l'Arxipreste d'Hita. En l'actualitat, la ciutat és seu d'un premi rellevant de Poesia, el Premi Arcipreste de Hita. En la localitat hi ha nombroses agrupacions musicals, conjunts, grups, confraries i bandes de música.
El 1997 es creà el  Festival de Encuentros Étnicos en la Sierra Sur, altrament conegut com a Etnosur. Es tracta d'un festival caracteritzat pels concerts de música ètnica i alternativa, a més de presentar mostres d'artesania, diversos tallers per a la participació del públic, exposicions, projeccions de pel·lícules i documentals, conferències, etc. Des de llavors, la importància del festival ha anat en augment i l'any 2008 va rebre 45.000 visitants.

## Gastronomia
Un dels plats típics del municipi és el Pollo a la secretaria que és un estofat de pollastre (amb freixura amb el seu propi fetge) amb els mateixos sucs de les verdures triturades.

## Llocs d'interès
- Fortalesa de La Mota
  - Església Major Abacial d'Alcalá la Real
  - Alcassaba
  - Perímetre emmurallat
- Palau Abacial
- Església de la Consolació

## Demografia
El municipi, que té una superfície de 261,36 km², disposa segons el padró municipal per 2014 de l'INE amb 22.324 habitants i una densitat de 85,41 hab./km².
La població desglossada segons el Padró Continu per Unitat Poblacional de l'INE.
| Nuclis               | Habitants (2013) | Homes | Dones |
| -------------------- | ---------------- | ----- | ----- |
| Alcalá la Real       | 17416            | 8574  | 8842  |
| Caserías             | 93               | 47    | 46    |
| Charilla             | 436              | 216   | 220   |
| Ermita Nueva         | 621              | 316   | 305   |
| Fuente Álamo         | 188              | 103   | 85    |
| La Hortichuela       | 167              | 91    | 76    |
| La Pedriza           | 301              | 156   | 145   |
| La Rábita            | 815              | 413   | 402   |
| Las Grajeras         | 179              | 84    | 95    |
| Mures                | 707              | 359   | 348   |
| Ribera Alta          | 343              | 180   | 163   |
| Ribera Baja          | 116              | 57    | 59    |
| Santa Ana            | 1005             | 488   | 517   |
| Venta de Agramaderos | 202              | 111   | 91    |
| Villalobos           | 93               | 49    | 44    |